# Vin vào lòng thương hại
Vin vào lòng thương hại (tiếng Anh: appeal to pity, tiếng Latin: argumentum ad misericordiam) là ngụy biện mà ai đó cố gắng giành ủng hộ cho lập luận hoặc ý tưởng của mình bằng cách lợi dụng lòng thương hại hoặc cảm giác tội lỗi của đối phương. Đây là một dạng đặc thù của ngụy biện vin vào cảm xúc.